# Emanuel Čančík
Emanuel Čančík (31. července 1916 Temešvár – 5. listopadu 1949 Věznice Pankrác) byl český chemik a protikomunistický odbojář, který byl za svou činnost (tzv. Prokešův puč) po vykonstruovaném procesu odsouzen za velezradu a popraven. V době smrti mu bylo pouhých 33 let.

## Život
Narodil se 17. července 1916 v Temešváru. Jeho otec byl poštovním úředníkem, matka pracovala v domácnosti. Obecnou a reálnou školu absolvoval v Dejvicích, poté se vyučil automechanikem a vystudoval chemickou průmyslovou školu. V letech 1934 – 1936 sloužil u 1. dělostřeleckého pluku Jana Žižky z Trocnova. Získal hodnost podporučíka. Po návratu do civilu pracoval jako chemik. V roce 1941 se oženil, později se v manželství narodily dvě dcery. Od roku 1942 pracoval ve Škodových závodech v pokusném ústavu. Po válce pracoval ve Vojenském technickém ústavu v Praze. Vstoupil do ČSSD, ve které setrval až do jejího násilného sloučení s KSČ. Zároveň ještě stačil studovat na Přírodovědecké fakultě. Do úspěšného zakončení mu zbývaly pouhé dva semestry.
Po komunistickém převratu se angažoval v odbojové činnosti. Dne 17. května 1949 byl zatčen pro údajnou účast na tzv. Prokešově převratu, rozsáhlé akci, která měla vést ke svržení komunistického režimu (převrat měl vést sám Karel Kutlvašr). Ve vykonstruovaném procesu byl odsouzen za velezradu k trestu smrti, Čančík měl dle obžaloby navíc za účelem převratu přechovávat zbraně, shromažďovat a organizovat skauty a sokoly a plánovat obsazení mělnické vysílačky. Spolu s dalšími odbojáři Josefem Charvátem, Jaroslavem Borkovcem, Vratislavem Jandou, Vratislavem Polesným a Květoslavem Prokešem byl 5. listopadu 1949 v pankrácké věznici popraven. Zůstaly po něm dvě dcery, kterým bylo v době jeho popravy 3 a 7 let.

## Hrob
V roce 1965 byla urna tajně pohřbena do společného hrobu na Motolském hřbitově. Zde bylo 20. května 2000 slavnostně otevřeno a vysvěceno Čestné pohřebiště politických vězňů. Jméno Emanuela Čančíka je uvedeno na jedné (umístěné vlevo) ze dvou šedých mramorových desek instalovaných v roce 2012.
Na Čestném pohřebišti III. odboje na Ďáblickém hřbitově se nachází jeho symbolický hrob. Tamní symbolické náhrobky odkazují na zemřelé politické vězně bez ohledu na jejich skutečné místo pohřbení.

## Připomínka
- Jeho jméno je uvedeno na Pomníku Miladě Horákové a Obětem komunismu v Praze 4 - Nuslích na Náměstí Hrdinů, u stanice metra Pražského povstání, před Vrchním soudem v Praze a Vrchním státním zastupitelstvím v Praze.[7]

## Galerie

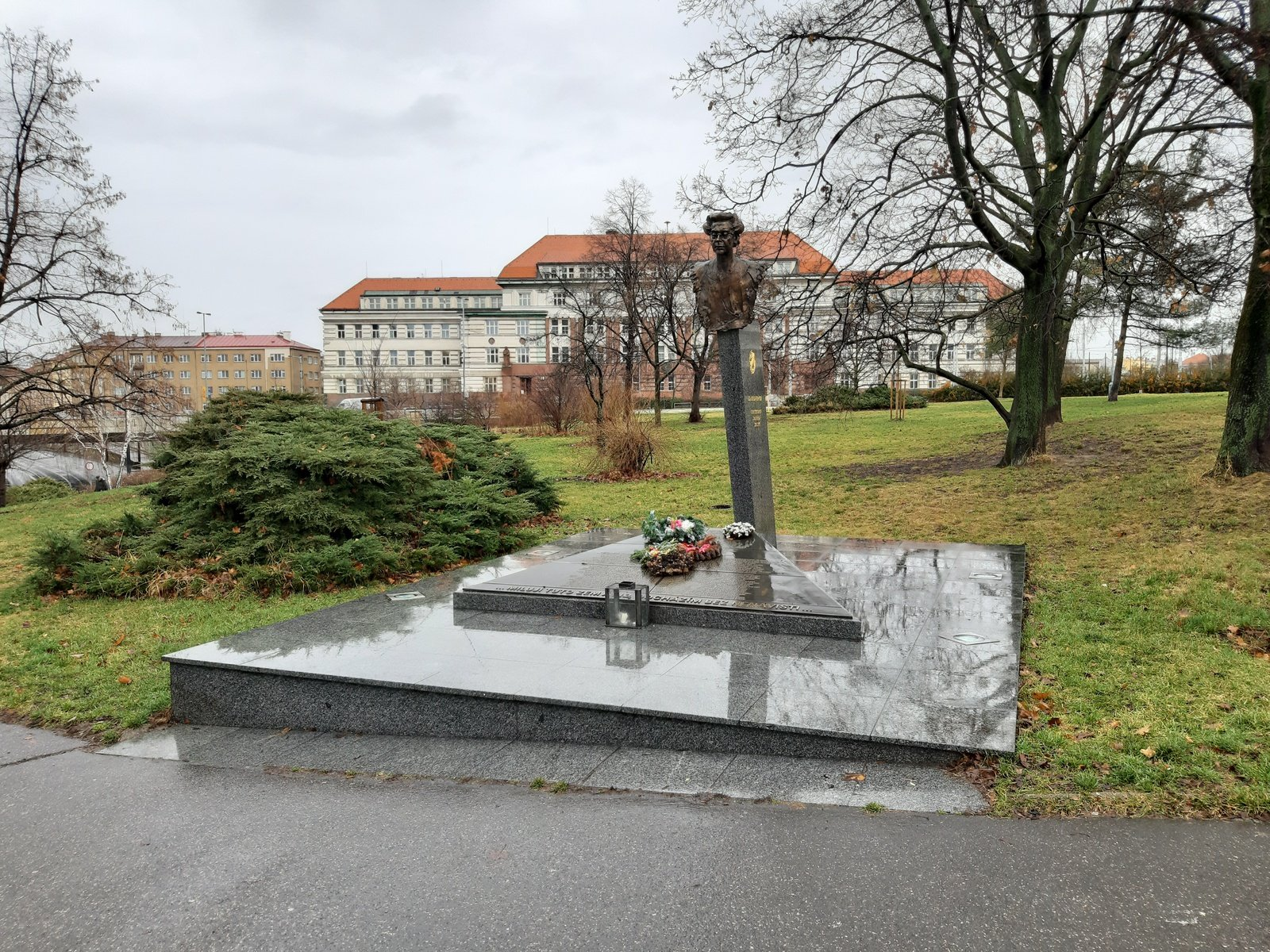
Pomník na náměstí Hrdinů v Praze 4 - Nuslích
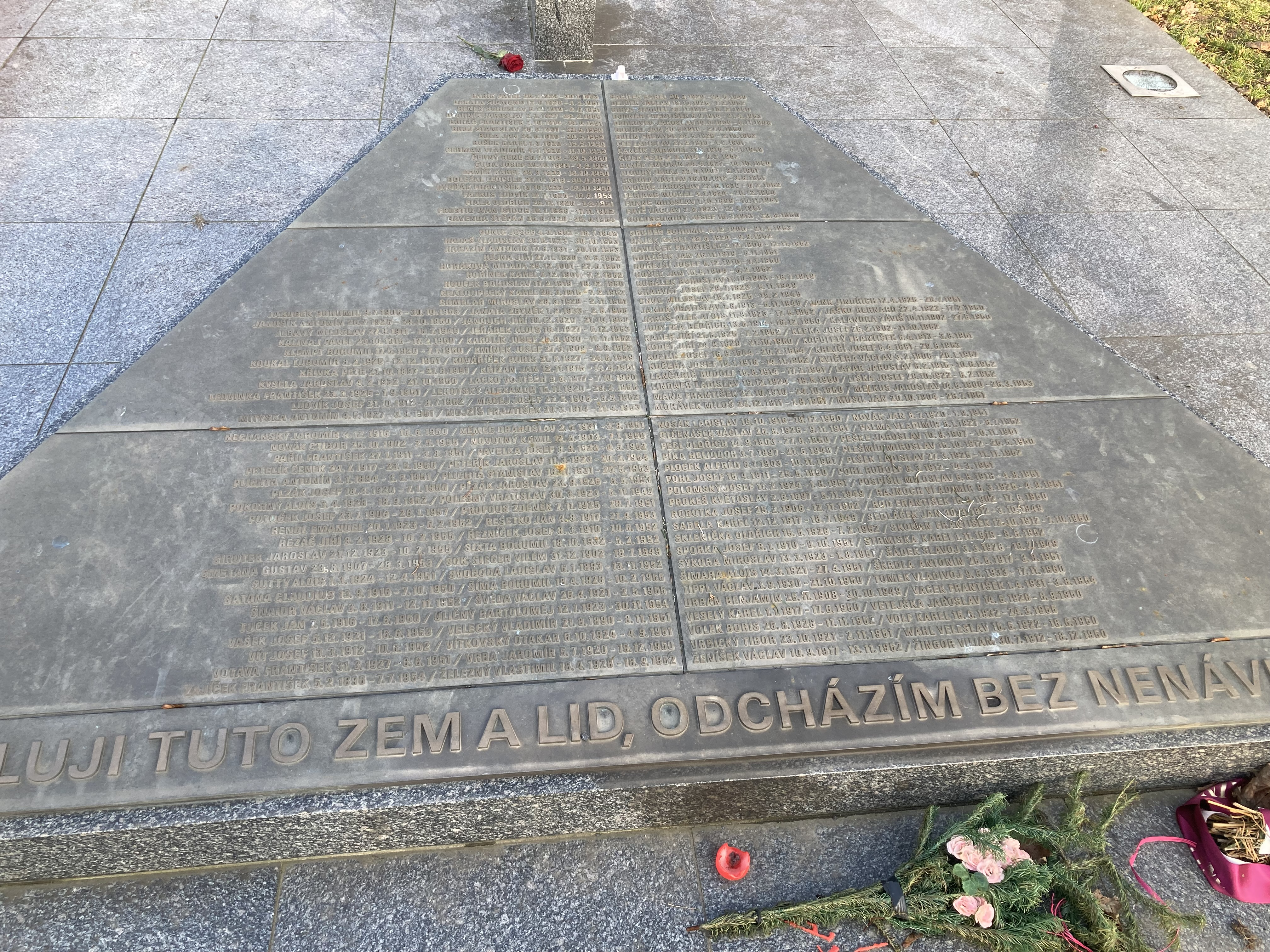
Seznam obětí komunismu se jménem E. Čančíka na pomníku na náměstí Hrdinů v Praze 4 - Nuslích
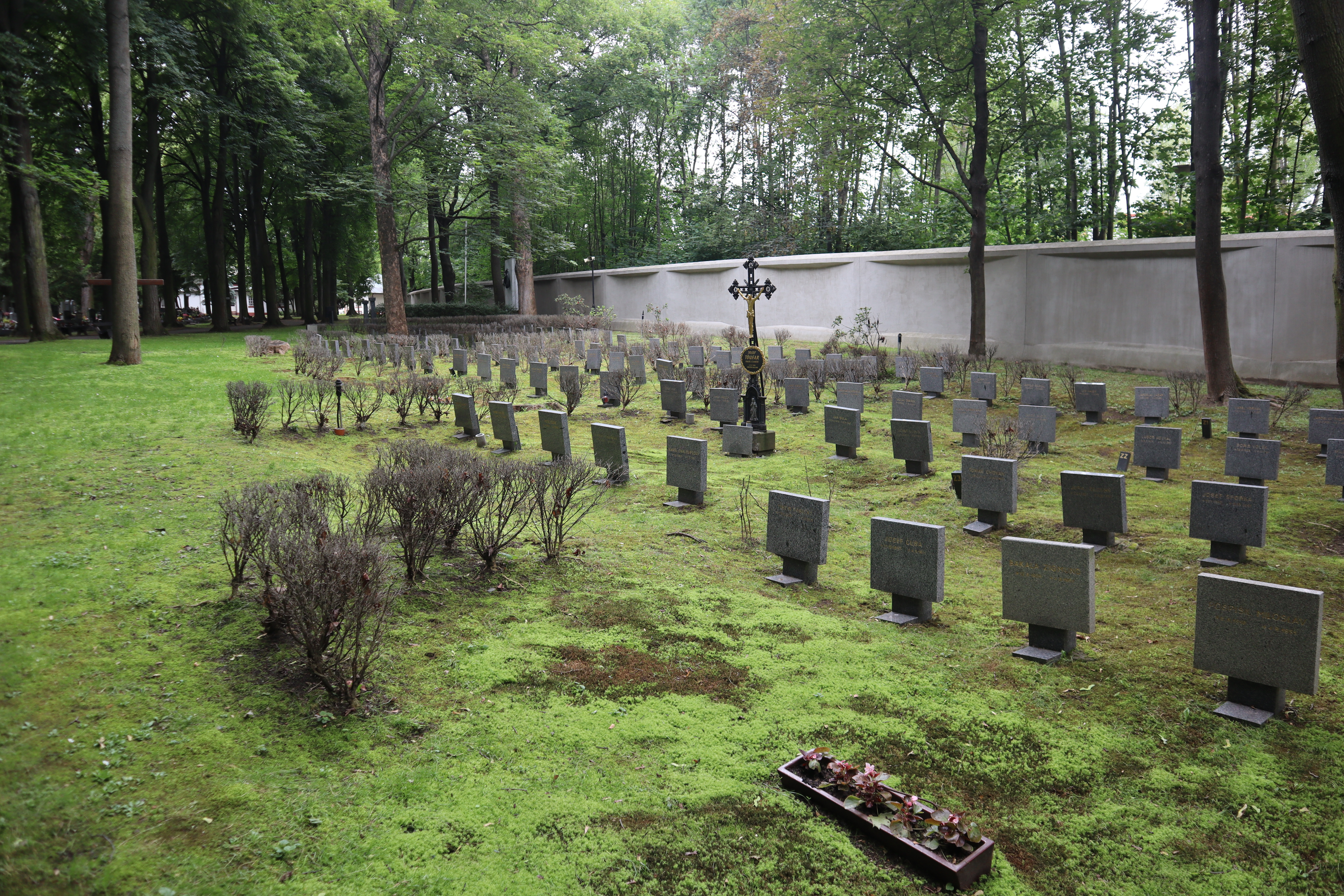
Čestné pohřebiště popravených a umučených z 50. let (III. odboj) na Ďáblickém hřbitově
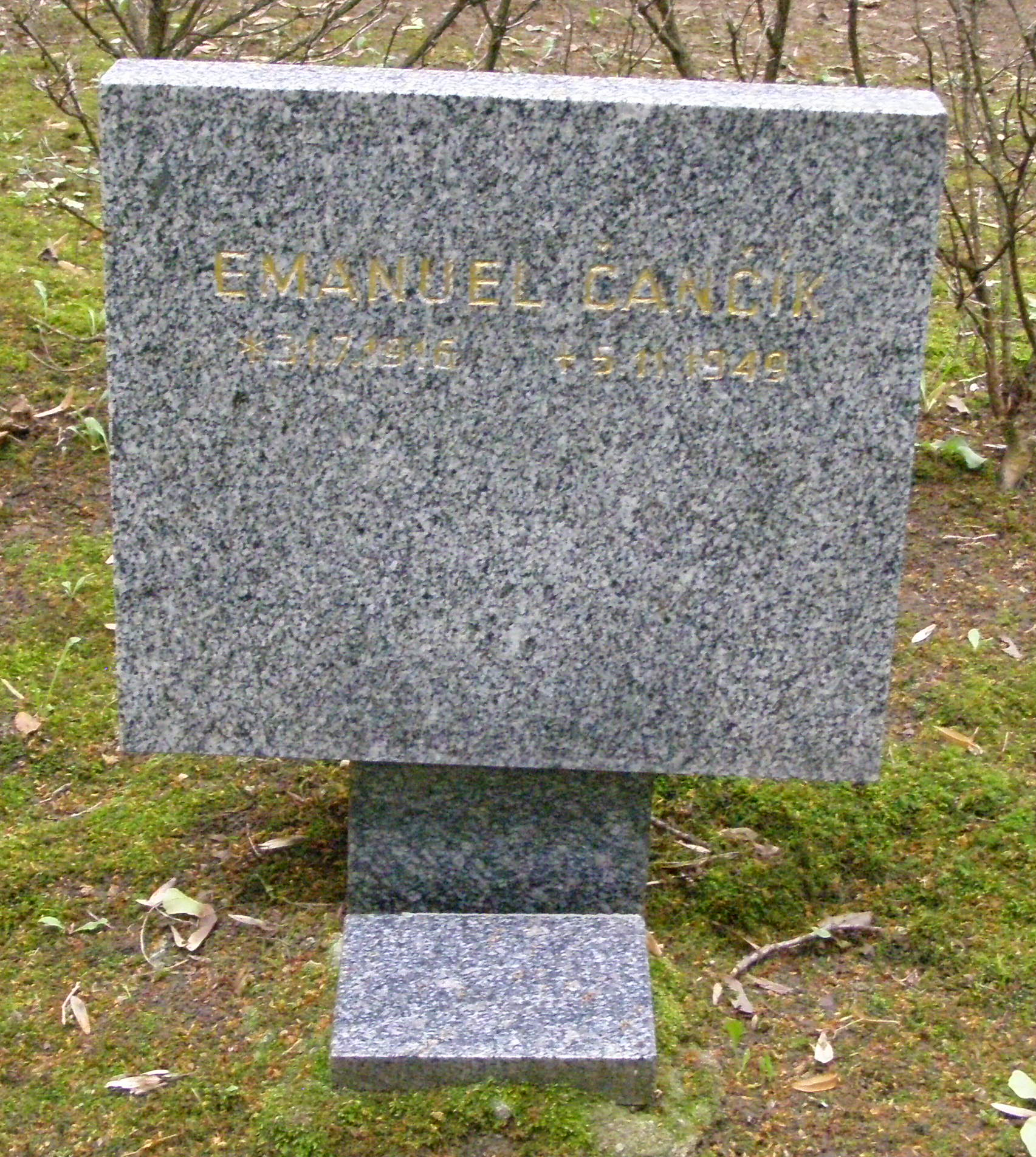
Symbolický hrob E. Čančíka na Čestném pohřebišti popravených a umučených z padesátých let (III. odboj) na Ďáblickém hřbitově
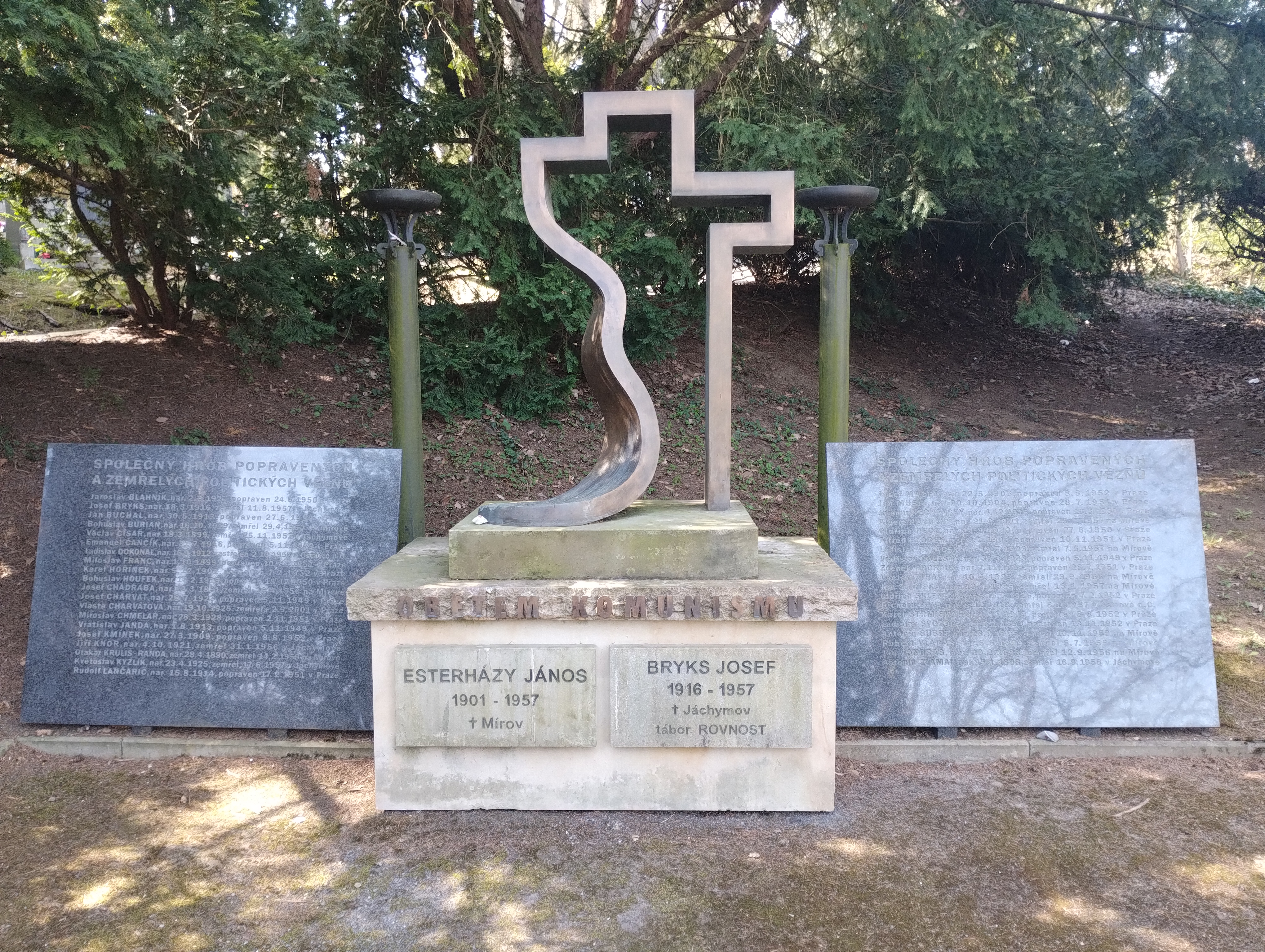
Památník na Čestném pohřebišti politických vězňů, Motolský hřbitov
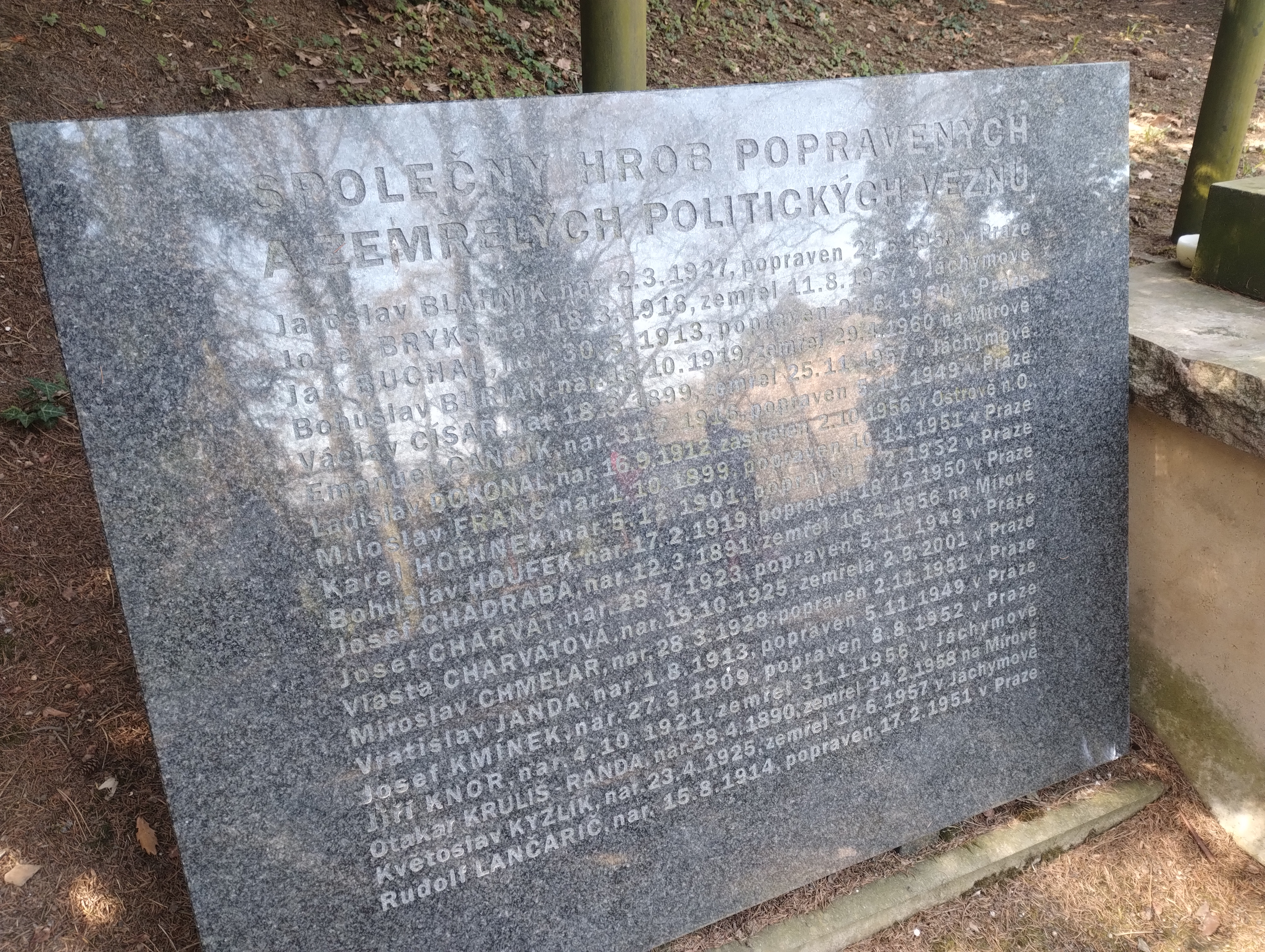
Památník na Čestném pohřebišti politických vězňů, deska vlevo se jménem E. Čančíka, Motolský hřbitov